# Элези, Дашмир
Дашмир Элези (макед. Дашмир Елези; родился 21 ноября 2004, Тетово) — северомакедонский футболист, нападающий клуба «Локомотива».

## Клубная карьера
22 ноября 2020 года дебютировал в основном составе клуба «Шкендия» в матче Первой футбольной лиги Северной Македонии против «Шкупи», отличившись забитым мячом. 14 декабря 2020 года 16-летний Элези был признан лучшим игроком 14-го тура Первой  футбольной лиги.

## Карьера в сборной
Выступал за сборную Республики Македонии до 17 лет.